# Lettowianthus
Lettowianthus é um género botânico pertencente à família Annonaceae. Contém uma única espécie, Lettowianthus stellatus encontrada no Quênia e na Tanzânia.